# Catiguá
Catiguá är en kommun i Brasilien.   Den ligger i delstaten São Paulo, i den sydöstra delen av landet, 600 km söder om huvudstaden Brasília. Antalet invånare är 7 127.
Runt Catiguá är det i huvudsak tätbebyggt. Runt Catiguá är det tätbefolkat, med 369 invånare per kvadratkilometer.